# Helleia eneli
Helleia eneli är en fjärilsart som beskrevs av Betti 1977. Helleia eneli ingår i släktet Helleia och familjen juvelvingar. Inga underarter finns listade i Catalogue of Life.